# رباط پاشنه‌ای‌نازک‌نئی
رباط پاشنه‌ای‌نازک‌نئی یا رباط کالکانئوفیبولار (انگلیسی: Calcaneofibular ligament) طناب مدور و باریکی است که از پایین قوزک خارجی پا به استخوان پاشنه متصل می‌شود.
زردپی‌های ماهیچه نازک‌نئی بلند و ماهیچه نازک‌نئی کوتاه این رباط را پوشانده‌اند.